# Politisk frihet
Politisk frihet är ett centralt begrepp i historieämnet och politisk historia och en av de viktigaste funktionerna i ett demokratiska samhälle. Politisk frihet beskrivs som frihet från förtryck eller tvång. Friheten kan tolkas som en negativ eller positiv frihet beroende på vilken utgångspunkter man har.